# Incidente aereo del Palmas Futebol e Regatas
Il 24 gennaio 2021, il Beechcraft 95-B55 Baron con marche PT-LYG, con a bordo quattro giocatori e il presidente della squadra di calcio brasiliana del Palmas, è precipitato poco dopo il decollo dall'aeroporto di Palmas, mentre era diretto all'aeroporto Internazionale di Goiânia. Le sei persone a bordo sono tutte morte nell'incidente. Il club si preparava a giocare a Goiânia gli ottavi di finale della Copa Verde 2020 contro il Vila Nova.

## L'aereo
L'aereo coinvolto era un Beechcraft 95-B55 Baron registrato PT-LYG; era entrato in servizio nel 1982.
Secondo il registro aeronautico brasiliano (RAB), l'aereo era di proprietà di una società di costruzioni situata nello stato del Pará, chiamata Construtora Meireles Mascarenhas, che non era autorizzata a svolgere servizi di aerotaxi. Il club afferma che l'aereo era stato recentemente acquistato dal presidente Lucas Meira ed era in procinto di essere trasferito. Il club ha indicato che l'aereo non era in servizio di aerotaxi.

## L'incidente
Le condizioni dell'incidente rimangono sconosciute. L'aereo era decollato alle 08:15 (ora locale) dall'Associação Tocantinense de Aviação de Porto Nacional, a circa 40 km da Palmas, e doveva portare i giocatori a Goiânia, a 800 chilometri di distanza. L'aereo si è schiantato poco dopo il decollo e ha preso fuoco. Tutti gli occupanti del volo sono morti sul colpo. I quattro calciatori deceduti avevano viaggiato separatamente dal resto della squadra perché erano risultati positivi al test per il COVID-19.

## Le indagini
In una dichiarazione rilasciata a vari media come la CNN Brasil, è stato annunciato che le vittime erano sei. Sono state identificate come i giocatori Marcus Molinari, Guilherme Noe, Lucas Praxedes e Ranule, il presidente della squadra Lucas Meira e il pilota Wagner Machado.
Nel rapporto finale datato 30 marzo 2023, il Centro per l'investigazione e la prevenzione degli incidenti aeronautici ha concluso che il decollo era stato eseguito quando l'aereo era fuori dai limiti di peso e bilanciamento e che il pilota non aveva annullato il decollo quando l'aereo non si stava alzando.